# José Luis Páez
José Luis Páez Picón (San Juan, 1969), conocido como El Negro Páez, es un jugador argentino de hockey sobre patines, considerado el mejor jugador del mundo de este deporte según algunas opiniones (otras apuntan al jugador de Reus Joan Sabaté). Nació en San Juan (Argentina), el 2 de mayo de 1969. Mide 1,80 metros y pesa 80 kg. Juega como defensa. Desde 1994 formó parte del F.C. Barcelona, club en el que consiguió 7 Copas de Europa y una Copa Intercontinental, entre otros muchos títulos. Fue titular indiscutible de la Selección Argentina, con la que conquistó 2 Campeonatos del Mundo.
Desde el 2007 hasta 2012 jugó en las filas del Reus Deportiu, el segundo club más laureado de la OK Liga española y ganador de 7 Copas de Europa. El jugador argentino dio la victoria a su equipo para el Mundial de Clubs de 2008 ante del Barcelona, su antiguo equipo.
José Luis es el hermano mayor del también jugador de hockey sobre patines David Páez, que también forma parte del F.C. Barcelona y es internacional con la selección de Argentina, y de Carlos Páez, jugador que militó durante varias temporadas en el hockey francés (La Vendéene).